# Бартлетт, Холл
Холл Бартлетт (англ. Hall Bartlett; 27 ноября 1922 — 7 сентября 1993) — американский продюсер, режиссёр и сценарист.

## Ранние годы
Холл Бартлетт родился в Канзас-Сити, штат Миссури, он окончил Йельский университет Phi Beta Kappa. Он прослужил пять лет в военно-морской разведке, а затем начал свою карьеру в кино, став продюсером документального фильма «Навахо», первая современная картина, которая обратила внимание на бедственное положение американских индейцев. Бартлетт был также первым режиссёром, снявшим картину о профессиональном футболе. Его фильм «Crazylegs» повествует об истории суперзвезды Элрой Хирша.

## Карьера
Его следующий фильм и режиссёрский дебют, «Освобожденный» (Unchained), был снят в Калифорнийском институте для мужчин в Чино, штат Калифорния в 1955 году. Бартлетт провёл шесть месяцев в качестве заключённого, пока писал сценарий. Музыкальная тема фильма, «Освобождённая мелодия», стала международной классикой.
Затем Бартлетт приобрёл права на первый роман Артура Хейли, «Час Зеро!» и снял по нему фильм. Позже сюжет фильма был использован в американской кинокомедии «Аэроплан!» 1980 года.
Фильм «Все молодые люди», в главной роли Сидни Пуатье, рассказывает о борьбе чернокожего сержанта за получение гражданства. Фильм «Сторож» 1963 года повествует о жизни и лечения душевнобольных в клинике. Он был первым фильмом, когда-либо показанным в зале Сената Соединённых Штатов.
Его фильм «Генералы песчаных карьеров», снятый в 1971 году был показан в конкурсной программе Международного московского кинофестиваля и вышел в прокат в 1973 году.
Его картина «Чайка по имени Джонатан Ливингстон», основанная на одноименном романе Ричарда Баха, стала его самым большим достижением в режиссёрской карьере. Бартлетт был настолько очарован этой историей, что заявил: «Я родился, чтобы снять этот фильм». Однако выход фильма сопровождался судебными исками. Бах подал в суд на Paramount Pictures ещё до выхода фильма из-за слишком большого количества несоответствий между фильмом и книгой. Судья постановил переделать его до выхода. Бартлетт якобы нарушил условие своего контракта с Бахом, в котором говорилось, что никакие изменения не могут быть внесены в экранизацию фильма без согласия Баха. Нил Даймонд, который написал песни, вошедшие в саундтрек фильма, также подал в суд на студию за то, что она вырезала слишком много его музыки из фильма.
Последний фильм Бартлетта, приключенческий драматический фильм 1982 года «Любовь навсегда» (Love Is Forever), был основан на реальной истории одного из самых смелых побегов в современной истории. Австралийский журналист Джон Эверинг (Майкл Лэндон) спас свою лаосскую невесту, охраняемую армией Патет-Лао, выполнив незабываемый, захватывающий и опасный для жизни план. Бартлетт снимал фильм «Любовь навсегда» в Таиланде. Он был первым, кто получил разрешение на стрельбу на реке Меконг, в двух милях от армии Лаоса. Лэндон и Бартлетт часто конфликтовали во время съёмок, и Бартлетт в конечном итоге тайно редактировал фильм, чтобы избежать вмешательства Лэндона.
На момент своей кончины в 1993 году Бартлетт заканчивал свой второй роман для «Random House» «Лицом к лицу». Его первый роман «Остальные наши жизни» (The Rest of Our Lives) стал бестселлером 1988 года. Бартлетт сотрудничал над проектами с Майклом Дж. Ласки. Одним из таких проектов стал фильм «Поймай меня, если сможешь».